# Ryō Ōwatari
Ryō Ōwatari (jap. 大渡 亮 Ōwatari Ryō; ur. 4 kwietnia 1971 r. w Naka) – japoński gitarzysta Do As Infinity, oraz wokalista w zespole Missile Innovation.

## Życiorys
Ryo współpracował również z niektórymi artystami wytwórni Avex Trax, takimi jak Ai Ōtsuka czy Ayumi Hamasaki.